# Mount Vernon Square

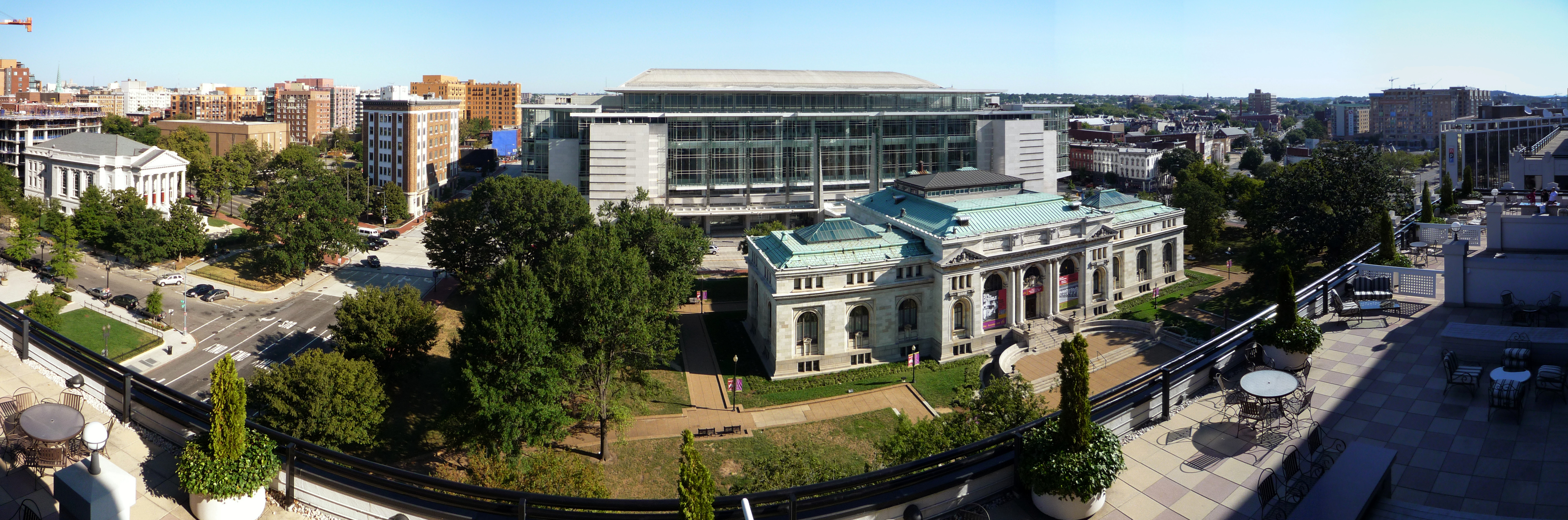
De Historical Society of Washington D.C. midden in het Mount Vernon Square met daarachter het Convention Center.

Mount Vernon Square is een plein in de Amerikaanse hoofdstad Washington D.C. Het vormt de kruising van Massachusetts Avenue met New York Avenue. Het plein is vernoemd naar Mount Vernon, het huis van de eerste president George Washington.
Aan de noordkant van het plein staat het nieuwe Walter E. Washington Convention Center, het op een na grootste gebouw van de stad, na het Capitool. Aan de oostzijde van het plein staan de kantoren van de National Public Radio. In het midden van het parkachtige plein staat het Historisch Genootschap van Washington D.C. Het witte marmeren gebouw, gebouwd in 1903, was oorspronkelijk de openbare bibliotheek van het District of Columbia, een geschenk van Andrew Carnegie. De Chinatown van Washington bevindt zich ten zuiden van het plein. Het dichtstbijzijnde metrostation is Mt Vernon Sq/7th St-Convention Center.